# Edvin Lindh
Edvin Lindh, född den 24 maj 2000, är en svensk tävlingscyklist som kör mountainbike och som specialiserat sig på disciplinen Cross-Country Eliminator (XCE).

## Karriär
Lindh har tagit 4 SM-guld i XCE-klassen. 2024 vann han två världscuptävlingar och tog hem den totala världscupen. I juni 2025 vann han VM-guld i samma disciplin.